# Vanessa Lengies
 Vanessa Brittany Lengies é uma atriz canadense, mais bem conhecida por estrelar no drama American Dreams interpretando a personagem Roxanne Bojarski, e pela personagem Sugar Motta na série Glee.

## Biografia
Filha de pai alemão e mãe egípcia, Vanessa é fluente em inglês e francês, e sabe um pouco de árabe. Lengies estreou na televisão canadense em shows como Sponk!, Are You Afraid of the Dark?, Radio Active, e Popular Mechanics for Kids. Ela trabalhou como dubladora para a personagem Emily na série animada da PBS, Arthur. Em 2000, ela foi intitulada ao papel de protagonista no filme Ratz.
Em agosto de 2005, ela estrelou ao lado de Hilary Duff e Heather Locklear na comédia The Perfect Man. Ela também apareceu como a maître Natasha no filme de 2005 Waiting…. Em 2006, ela trabalhou como coadjuvante com Jeff Bridges e Missy Peregrym interpretando uma ginasta no filme Stick It.
Em The Grudge 2, o papel da personagem Vanessa havia sido escrito para Lengies, mas a atriz o recusou para trabalhar em My Suicide; a parte ainda carrega seu nome. Ela também apareceu no show da CBS Ghost Whisperer, no episódio "The Vanishing". Ela faz outra aparição em um episódio do breve show Moonlight, também da CBS.
Lengies foi vista como Sophia na série de drama da Lifetime, Monarch Cove. Lengies também foi vista na comédia online da ABC, Squeegees.
Atuou também como Sugar Motta em Glee. Sua personagem é excêntrica e apesar de não ter talento, se auto-denomina uma estrela. É filha de um homem rico que fará de tudo para que ela se torne uma. Usa de uma Síndrome de Asperger "autodetectada" para se sentir livre para dizer o que quiser, para quem quer que seja.

## Filmografia

### No cinema
| Ano  | Título                            | Personagem    | Notas                |
| ---- | --------------------------------- | ------------- | -------------------- |
| 2009 | My Suicide                        | Mallory       | Pós-produção         |
| 2009 | This Might Hurt                   | Lily Birdsall | Completo             |
| 2009 | Still Waiting...                  | Natasha       | Completo             |
| 2008 | Extreme Movie                     | Carla         |                      |
| 2008 | Foreign Exchange                  | Robin         |                      |
| 2008 | Squeegees                         | Annie Hackett | Filme para televisão |
| 2006 | Split Decision                    | Ashley        |                      |
| 2006 | Arthur's Missing Pal              | Emily         |                      |
| 2006 | Stick It                          | Joanne Charis |                      |
| 2006 | The Substance of Things Hoped For | Daphne        |                      |
| 2005 | The Perfect Man                   | Amy Pearls    |                      |
| 2005 | Waiting                           | Natasha       |                      |
| 2000 | Ratz                              | -             | Filme para televisão |
| 2000 | For Better or for Worse           | -             | Filme para televisão |

### Na televisão
| Ano         | Título                                        | Personagem       | Notas        |
| ----------- | --------------------------------------------- | ---------------- | ------------ |
| 2013        | Mixology                                      | Kacey            |              |
| 2011 - 2015 | Glee                                          | Sugar Motta      | 25 episódios |
| 2011        | Castle                                        | Eliza Winter     | 1 episódio   |
| 2008        | The Cleaner                                   | Lolly            | 1 episódio   |
| 2007        | Moonlight                                     | Leni Hayes       | 1 episódio   |
| 2007        | Untitled David Kohan/Max Mutchnick TV Project |                  |              |
| 2006        | Monarch Cove                                  | Sophia Preston   | 14 episódios |
| 2006        | Ghost Whisperer                               | Caitlin Emerson  | 1 episódio   |
| 2005        | Pet Star                                      | Judge            | 2 episódios  |
| 2004        | Open Mike with Mike Bullard                   | -                | 1 episódio   |
| 2004        | Icons                                         | -                | 1 episódio   |
| 2003        | Pet Star                                      | Judge            | 1 episódio   |
| 2003        | The Wayne Brad Show                           | -                | 1 episódio   |
| 2003        | Player$                                       | -                | 1 episódio   |
| 2003        | Style Court                                   | -                | 1 episódio   |
| 2002        | 8 Simple Rules                                | -                | 1 episódio   |
| 2002- 2005  | American Dreams                               | Roxanne Bojarski | 61 episódios |
| 2000        | Caillou                                       | Boy (voz)        | 3 episódios  |
| 1998        | Radio Active                                  | -                |              |
| 1996- 2000  | Are You Afraid of the Dark?                   | Vange            | 6 episódios  |
| 1996- 2006  | Arthur                                        | Emily (voz)      | 14 episódios |
| 1995        | The Little Lulu Show                          | Annie Inch       |              |

## Trilha sonora
- 2002 - American Dreams